# Кюхлин, Терюс
Сандер Волтерюс (Терюс) Кюхлин (нидерл. Sander Wolterus Küchlin; 13 сентября 1906, Маланг — 20 октября 1981, Брюнсюм) — нидерландский футболист, игравший на позиции нападающего. Наиболее известен как игрок клуба ХБС из Гааги, в составе которого выигрывал чемпионат Нидерландов в 1925 году.
В составе сборной Нидерландов сыграл три товарищеских матча, забил один гол.

## Личная жизнь
Терюс родился в сентябре 1906 года в городе Маланг на территории Голландской Ост-Индии. Отец — Алберт Томас Кюхлин, был родом из Батавии, мать — Сандрине Волтера Элиас. Помимо Терюса, в семье был ещё старший сын Алберт Томас, родившийся в апреле 1904 года.
Кюхлин был женат дважды. Его первой супругой стала 29-летняя Катарина Адриана Луиза Харденберг, уроженка Роттердама. Их брак был зарегистрирован 15 августа 1931 года в Гааге. В сентябре 1935 года у них родился сын по имени Волтерюс Албертюс Луис. В 1950-е годы супруги развелись. Его сын стал членом клуба ХБС в 1947 году, работал в клубном архиве. Второй супругой Терюса была Хелена Йозефина ван Бюггенюм, уроженка Влодропа, родившаяся в декабре 1918 года.
Умер 20 октября 1981 года в Брюнсюме в возрасте 75 лет.

## Матчи и голы за сборную
| № | Дата           | Оппонент | Д / Г | Счёт | Голы | Соревнование      |
| - | -------------- | -------- | ----- | ---- | ---- | ----------------- |
| 1 | 3 мая 1926     | Бельгия  | Д     | 5:0  | —    | Товарищеский матч |
| 2 | 18 апреля 1926 | Германия | Г     | 4:2  | 1    | Товарищеский матч |
| 3 | 13 июня 1926   | Дания    | Г     | 4:1  | —    | Товарищеский матч |

Итого: 3 матча / 1 гол; 1 победа, 2 поражения.

## Достижения
ХБС
- Чемпион Нидерландов: 1924/25